# Gerhard Gattow
Gerhard Gattow (* 6. Februar 1926 in Berlin; † 28. Dezember 2002 in Mainz) war ein deutscher Chemiker und Hochschullehrer. Sein Arbeitsgebiet war die anorganische Chemie, insbesondere des Schwefels und seiner Verbindungen.

## Leben
Gerhard Gattow wurde am Ende des Zweiten Weltkriegs als Flakhelfer eingesetzt und wurde Fahnenjunker. Er geriet in Kriegsgefangenschaft, aus der er im August 1945 entlassen wurde.
Gattow studierte ab 1948 Chemie an der Universität Göttingen und wurde dort 1956 bei Armin Schneider mit der Arbeit Beitrag zur Thermochemie der Aluminium<I,II>-chalkogenverbindungen promoviert. Nach einer Assistententätigkeit habilitierte er sich 1960 in Göttingen (kumulative Habilitation). Anschließend war er zunächst als Dozent in Göttingen tätig, wechselte dann 1966 an die Universität Mainz und lehrte dort ab 1966 als außerordentlicher und ab 1967 als ordentlicher Professor für anorganische Chemie. Er wurde 1994 emeritiert.
Sein Arbeitsgebiet war insbesondere die anorganische Schwefelchemie.